# ROKS Namhae
Le ROKS Namhae (MSH-575) est un dragueur de mines de lutte anti-sous-marine de la marine de la république de Corée (ROKN), le quatrième navire de la classe Yangyang et le premier du lot 2.

## Conception
Le ROKS Namhae mesure 60 mètres de long, 10,5 mètres de large, et pèse 700 tonnes. Il est équipé d’une mitrailleuse polyvalente, d’un canon principal de 20 mm et d’un véhicule de déminage (MDV). Il utilise deux propulseurs Voith Schneider comme propulsion, pour contrôler le navire plus précisément. Pour effectuer des activités de dragage de mines, il est équipé d’un dispositif de dragage de mines mécanique/inductif et de sonars. L’équipage compte environ 50 membres.
Pour protéger le navire des mines magnétiques, la coque du navire est faite de plastique renforcé de fibre de verre, qui n’a pas d’attraction magnétique, et dure plus longtemps que les matériaux couramment utilisés. L’équipement métallique est également minimisé, pour contrôler étroitement le matériau magnétique à l’intérieur du navire. Les objets en acier qui sont introduits dans le navire, comme les boîtes de conserve, sont fortement restreints et strictement contrôlés.
Un système intégré de navigation et de positionnement dynamique Kongsberg Simrad est installé pour faciliter les manœuvres précises pendant les opérations de chasse aux mines et d’étude d’itinéraire. Le système de machines comprend deux moteurs diesel MTU de 2000 ch entraînant deux hélices cycloïdales verticales indépendantes Voith-Schneider à travers une boîte de vitesses et un arbre commun. Il peut atteindre une vitesse d’environ 15 nœuds. Bien que le nouveau lot de MSH utilise la même coque que les navires précédents, ils sont équipés de capteurs et d’équipements mis à jour qui reflètent les tendances actuelles.

## Carrière
Tout au long des années 1990, la marine sud-coréenne est restée une petite force principalement destinée à la protection des eaux territoriales et des îles du pays. Mais elle a commencé à prendre les caractéristiques d’une « marine océanique » du XXIe siècle en construisant et en mettant en service des versions coréennes d’un destroyer (KDX), d’un navire de débarquement lourd (LST), d’un navire de pose de mines (MLS) et d’un navire de chasse aux mines (MSH, pour Mine Sweeper Hunter). Un dragueur de mines est un petit navire de guerre conçu pour effectuer le dragage de mines. À l’aide de divers mécanismes destinés à contrer la menace posée par les mines navales, il dégage les voies navigables pour assurer la sécurité de la navigation. Le premier chasseur de mines de la marine de la république de Corée, le ROKS Yangyang, est devenu opérationnel au début de l’année 2000. À ce moment-là, sept autres navires de 730 tonnes étaient en commande. En 2005, la Corée du Sud avait en cours un vaste projet de lutte contre les mines, avec jusqu’à 11 chasseurs de mines de classe Yangyang qui devraient entrer en service au cours de la prochaine décennie. Le dragueur de mines de classe Yangyang est capable de mener des opérations complexes de dragage de mines très sensibles, mais son coût est élevé car on dit qu’il coûte 100 milliards de wons. Initialement, la construction de 8 ou 10 navires était envisagée, mais pour des raisons financières, la construction a été interrompue après 3 navires en raison de restrictions budgétaires. Les trois premiers navires de la classe Yangyang (les ROKS Yangyang, Ongjin et Haenam) ont été lancés entre 1999 et 2004, et ils étaient tous opérationnels en 2008. De plus, en 2006, la marine faisait avancer son programme d’hélicoptères de déminage en réduisant l’acquisition de chasseurs de mines, et il semblait que cela marquerait la fin de la construction de la classe Yangyang. Plus tard, dans les années 2010, la marine a commencé à envisager de s’équiper d’un dragueur de mines supplémentaire, mais en 2019, il n’avait pas été réalisé.
Le programme d’acquisition de dragueurs de mines, que l’on croyait abandonné, a récemment été relancé avec l’annonce de la construction de navires supplémentaires, avec un deuxième lot commandé par la marine pour renforcer sa capacité de guerre des mines, plus de 15 ans après la mise en service du dernier navire de la classe. Construit dans le cadre du programme Mine Sweeper Hunter (MSH) phase II, ce nouveau lot comporte quelques améliorations,. Le ROKS Namhae (MSH-575) est le quatrième dragueur de mines de classe Yangyang et le premier des trois navires supplémentaires de ce nouveau lot, suivi par son sistership le ROKS Hongseong, qui a été lancé en septembre 2020, et le navire final de la classe, le ROKS Goseong, qui a été lancé en mars 2021. Les six dragueurs de mines de la classe ont tous été construits par Kangnam Corporation à Busan.
Selon des informations publiées sur le compte Facebook des forces armées de la République de Corée, le ROKS Namhae a été lancé le 14 avril 2020 par le chantier naval Kangnam Corporation 16 ans après la mise en service en 2005 du précédent navire de sa classe, le ROKS Haenam (MHS-573). Le numéro intermédiaire MSH-574 n’a pas été attribué, car en Corée du Sud le chiffre 4 est réputé porter malchance. Comme presque toutes les acquisitions militaires récentes, la cérémonie de lancement a été très discrète, et la presse ne semble pas avoir été invitée. Les noms de ces dragueurs de mines sont tirés des noms des comtés et des villes adjacents à une base navale. Le navire porte donc le nom du district de Namhae, dans la province du Gyeongsang du Sud.
L’Administration du programme d'acquisition de la défense (DAPA) a annoncé que le Namhae avait été remis à la marine de la république de Corée lors d’une cérémonie qui s’est tenue le 19 novembre 2021,,,. Selon les responsables de la marine, le Namhae devrait entrer en service opérationnel après une période d’évaluation de trois mois et sera déployé en février 2022 après avoir subi une série d’essais en mer.